# Galaroza

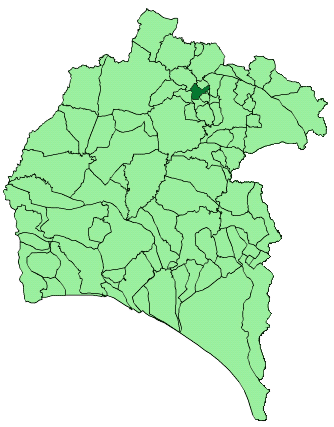
Localização de Galaroza

Galaroza é um município da Espanha na província de Huelva, comunidade autónoma da Andaluzia, de área 22 km² com população de 1615 habitantes (2007) e densidade populacional de 73,57 hab/km².

## Demografia
| Variação demográfica do município entre 1991 e 2004 | Variação demográfica do município entre 1991 e 2004 | Variação demográfica do município entre 1991 e 2004 | Variação demográfica do município entre 1991 e 2004 |
| --------------------------------------------------- | --------------------------------------------------- | --------------------------------------------------- | --------------------------------------------------- |
| 1991                                                | 1996                                                | 2001                                                | 2004                                                |
| 1603                                                | 1594                                                | 1618                                                | 1651                                                |